# Nabhan
Els Banu Nabhan (àrab: بنو نبهان, Banū Nabhān) o nabhànides (àrab: النباهنة, an-nabāhina) foren una família reial que va governar Oman entre 1154 i 1624.
El 1624 fou eclipsada per la dinastia yarubita. Ibn Battuta va visitar el màlik nabhànida el 1330, aleshores Abu-Muhàmmad ibn Nabhan. L'anomena sultà, diu que el seu nom era habitual entre els sobirans, que era ibadita i que la seva capital era Nazwa i estenia la seva autoritat fins a la costa, amb alguns ports com Suhar, però que la major part de l'Oman estava llavors sota dependència del Regne d'Ormuz.
Una dinastia nabhanita es va establir a Pate, a l'arxipèlag de Lamu, a l'Àfrica oriental. La història de Pate la presenta com continuació de la dinastia d'Oman, que hauria fugit després de l'establiment del poder yarubita. però la dinastia de Pate pretenia haver-se originat vers 1200 i no el 1624 i no es consideraven pas membres d'aquesta dinastia.